# Монастирок (Золочівська міська громада)
Монастиро́к — село в Україні, у Золочівському районі Львівської області. Населення становить 245 осіб. Орган місцевого самоврядування — Золочівська міська рада.
На місці села Монастирок був Межигірський Бучинський монастир, про який вперше згадується у 1546 році. Наступна дата з 1563 роком знайдена на титульній сторінці інвентарного опису Золочівського монастиря. Історія пов'язана з сусіднім селом Зозулі. 

## Природа
Село розміщене на Гологоро-Кременецькому напівгірському краї Західного Поділля на межі Малого Полісся і західної частини  Українського Лісостепу. Рельєф сильно розчленований ярами і балками, де ростуть букові, грабові, березові і соснові ліси. Грунти дуже різноманітні. У верхній частині — сірі лісові, які поступово переходять у сильно змиті дерново-карбонатні і дерново-підзолисті під сосновими лісами.
Клімат помірно-континентальний. Тваринний і рослинний світ — типові для західної частини Українського  Лісостепу.
Корисні копалини — буре вугілля, глина, вапняки, пісок.
У ярах є багато джерел з чистою питною водою.

## Постаті
Уродженцем села є Сич Зеновій Деонизович (народився 1954 року) — доктор сільськогосподарських наук, професор, фахівець у галузі селекції, насінництва, баштанництва та овочівництва. 

## Галерея

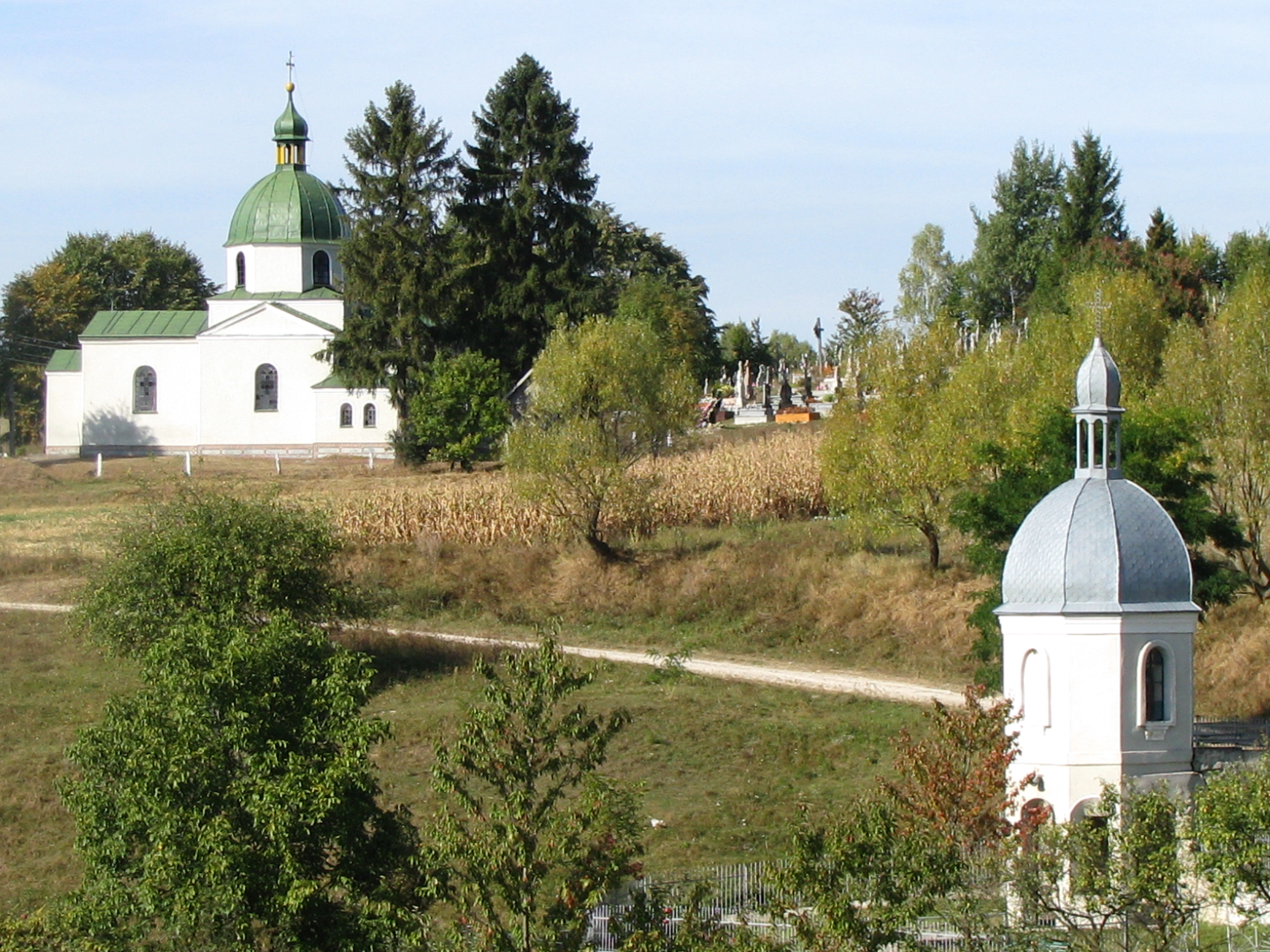
Церква Різдва Пресвятої Богородиці
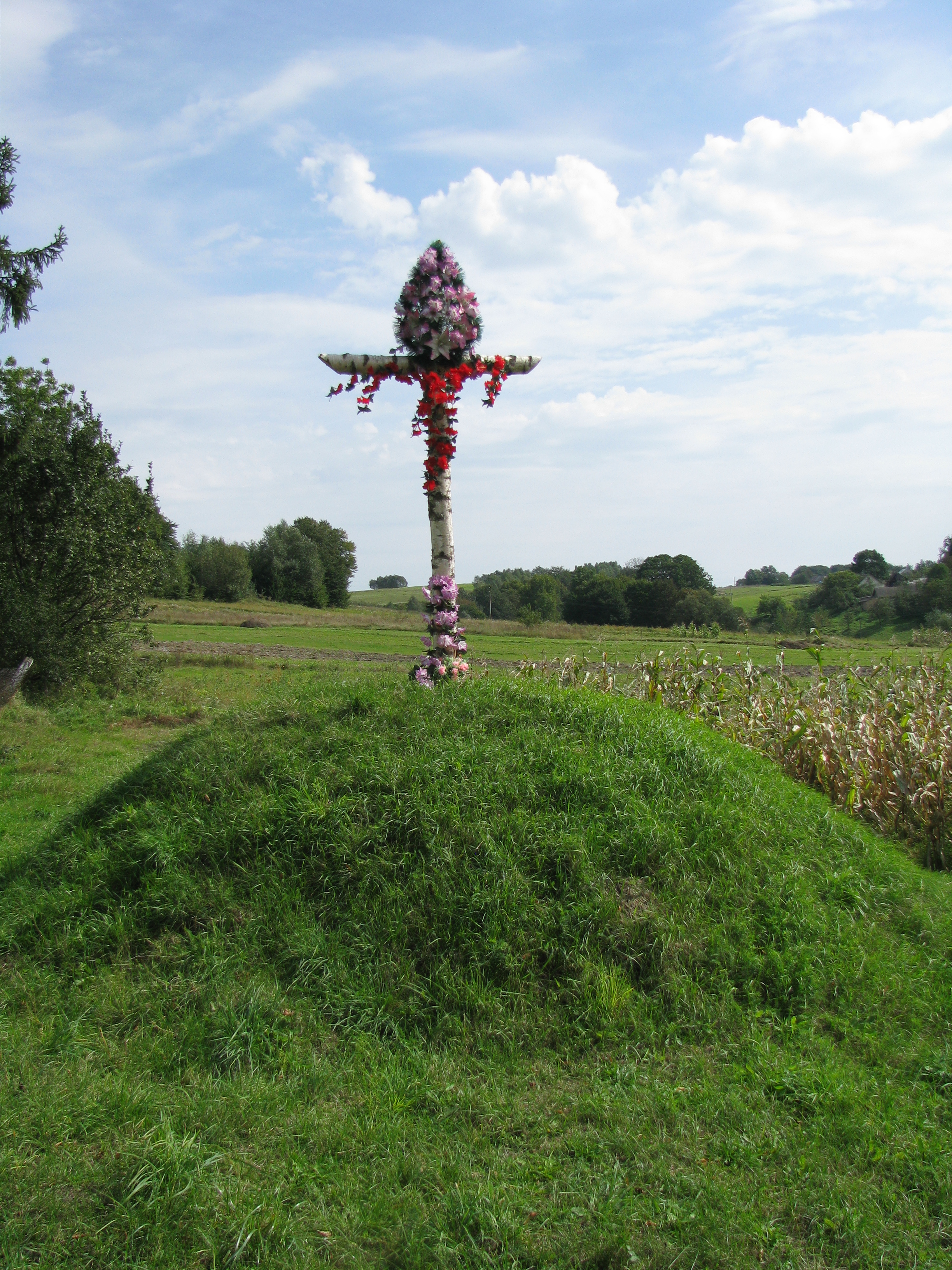
Пам'ятний хрест на місці церкви Святої Трійці
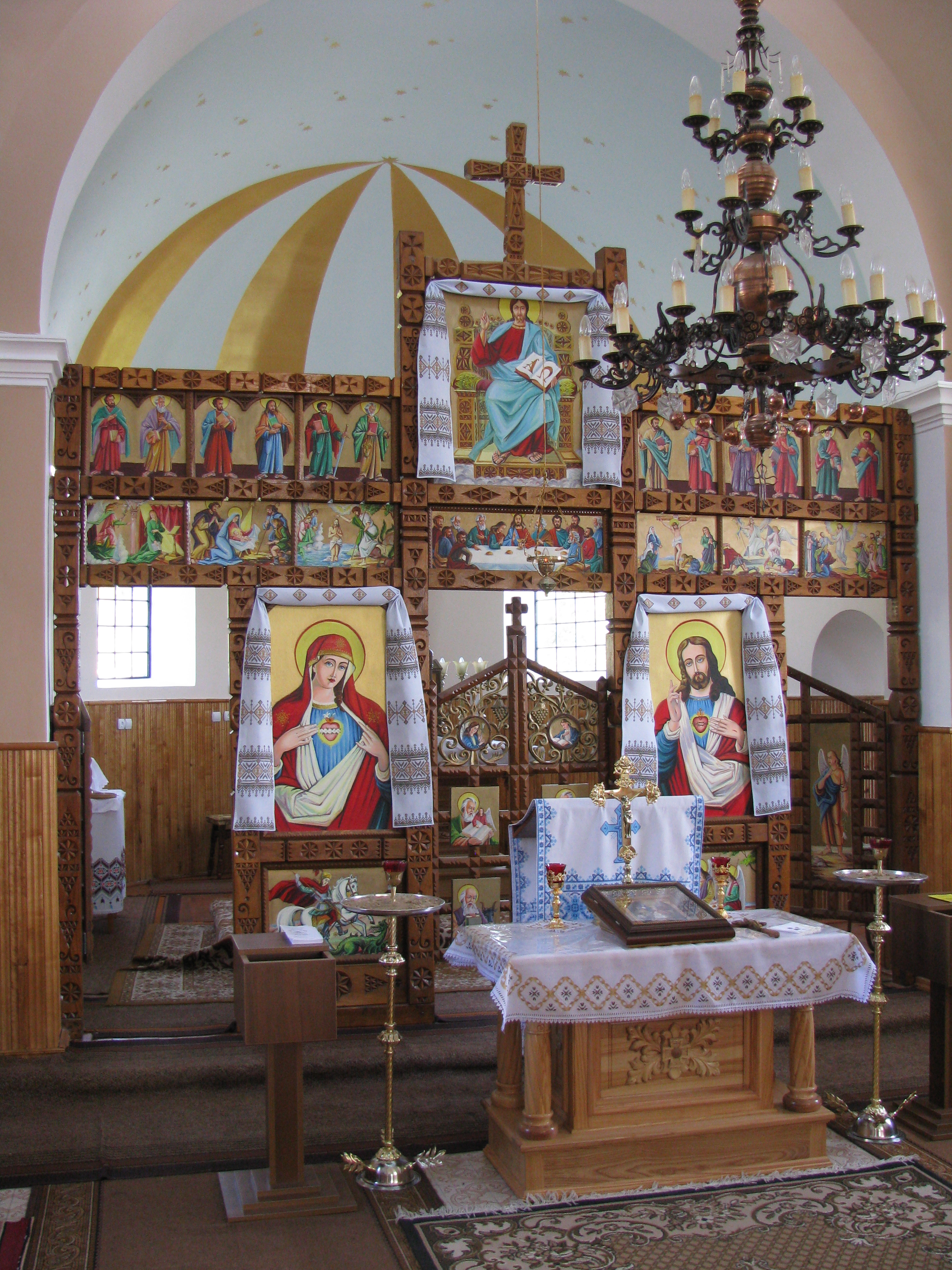
Вівтар у церкві Різдва Пресвятої Богородиці
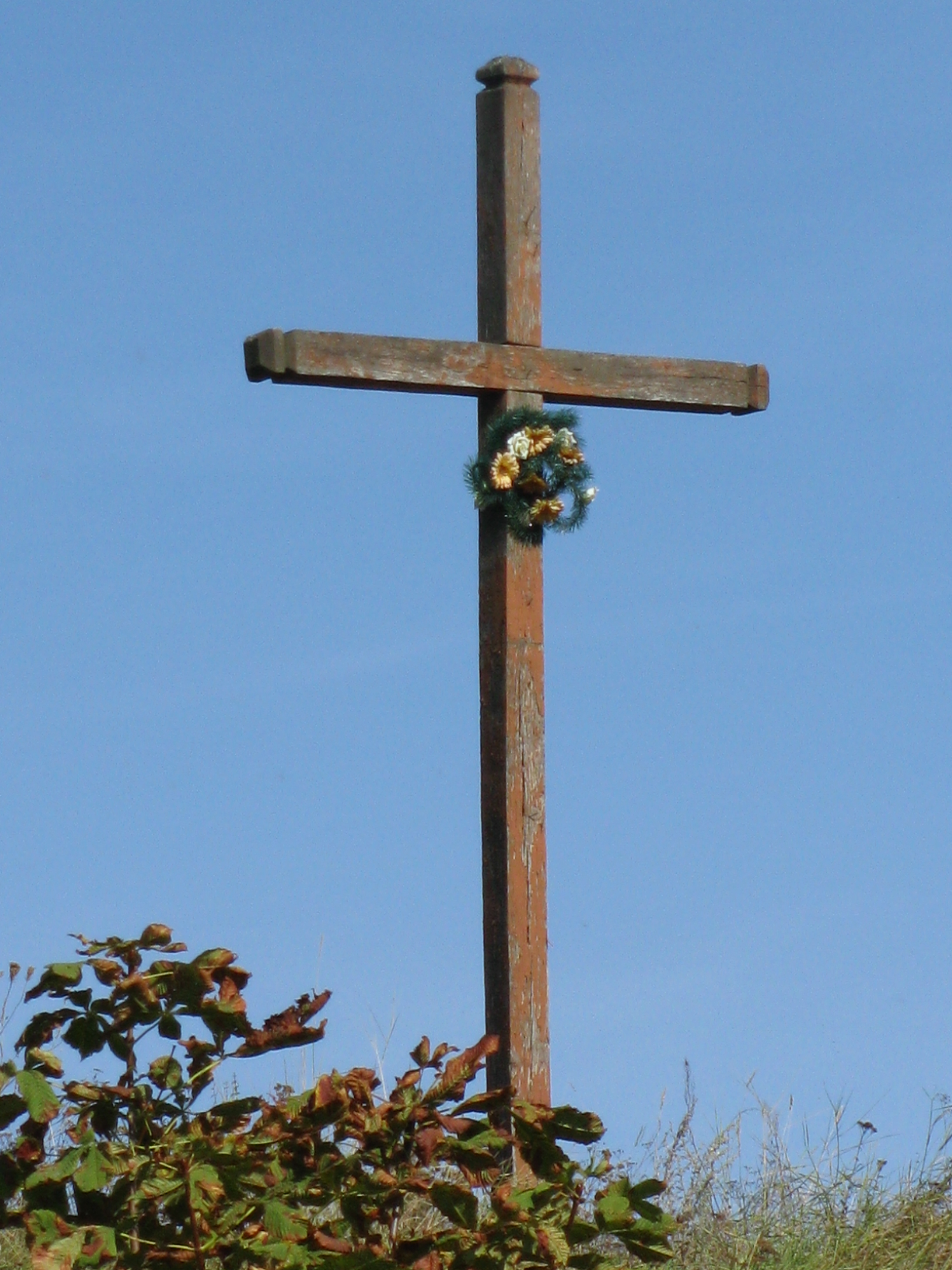
Пам'ятний Хрест біля цілющого джерела
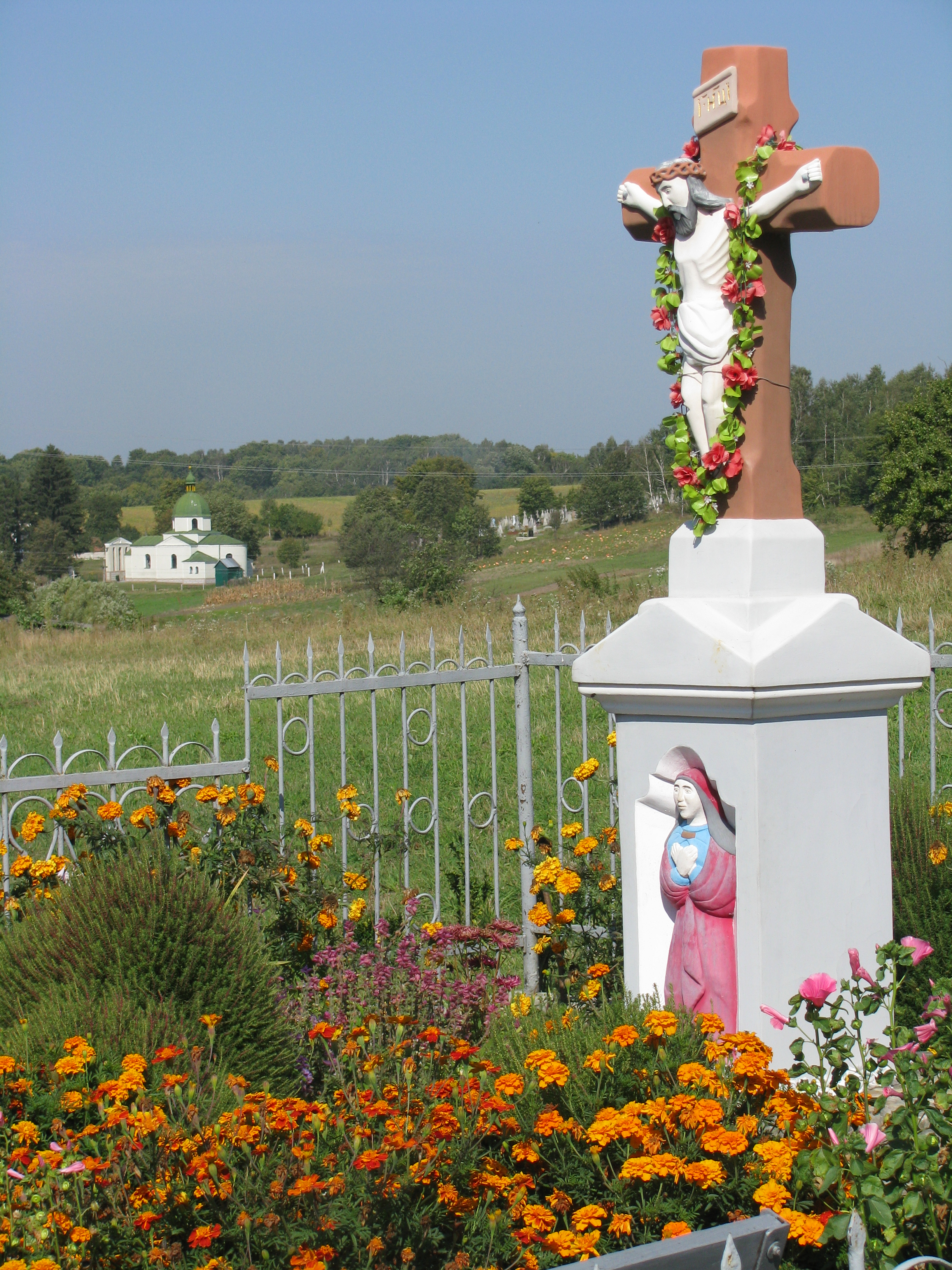
Пам'ятний Хрест
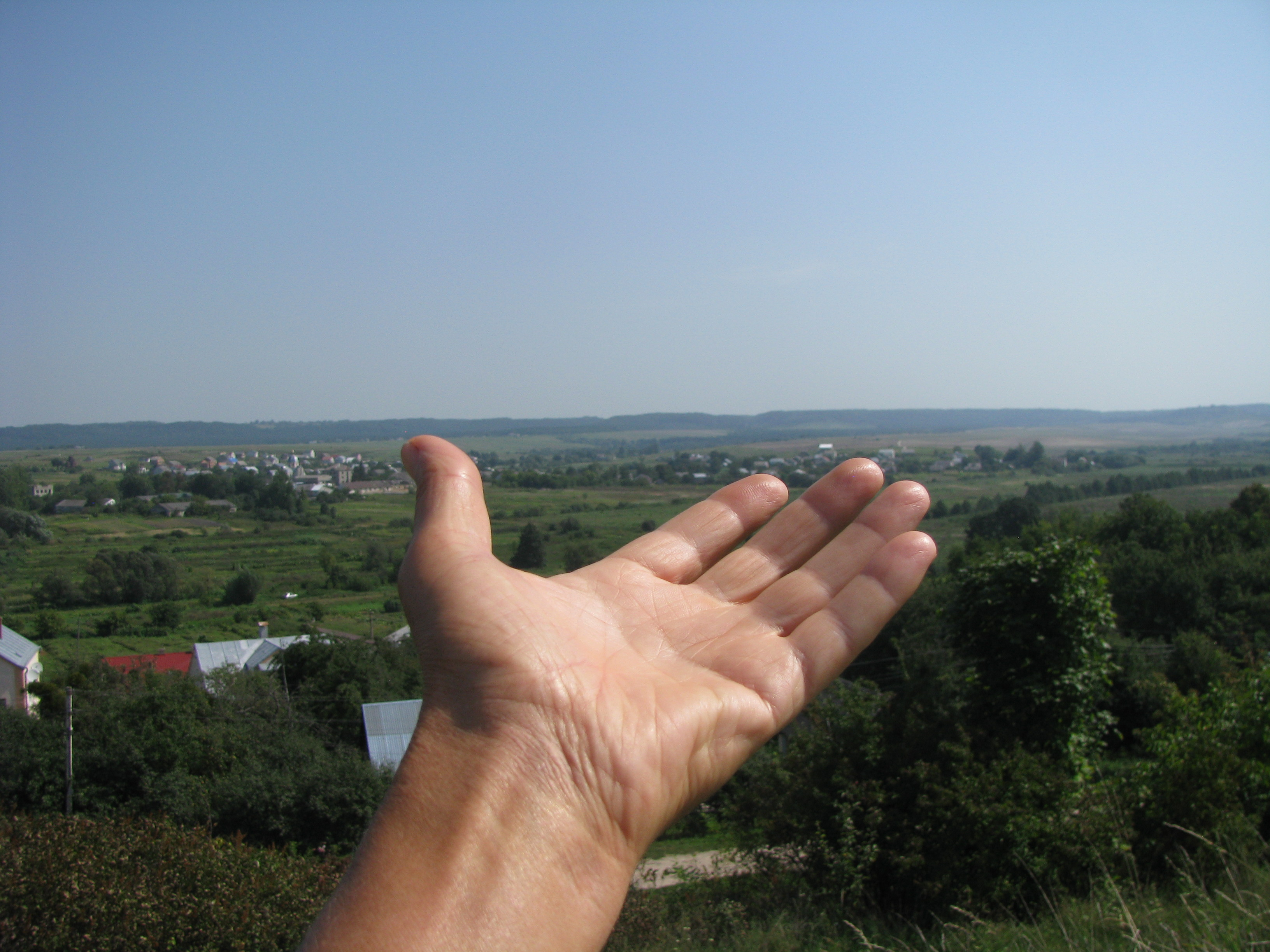
Панорама монастирських пагорбів
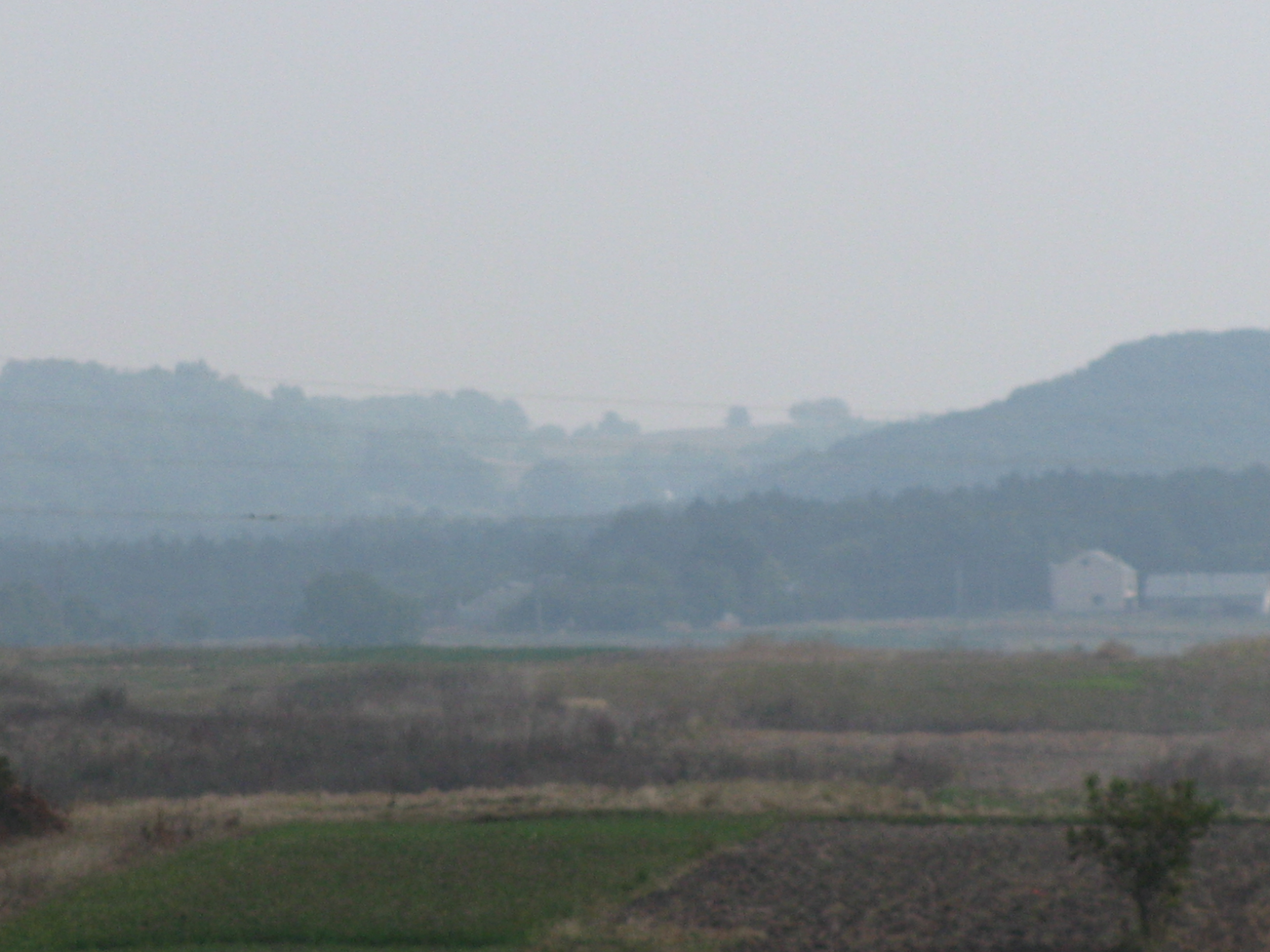
Ранковий туман над горами
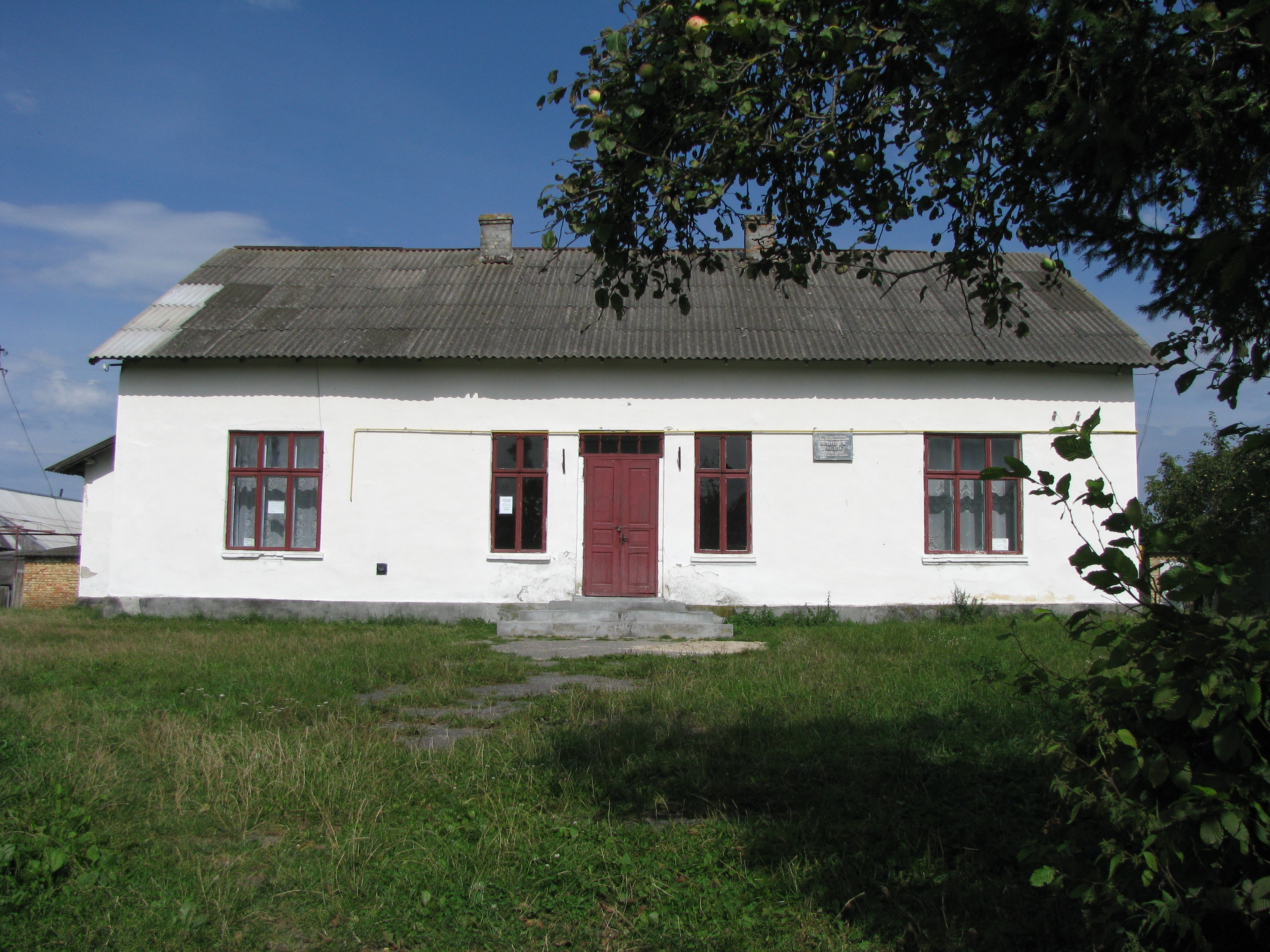
Народний дім
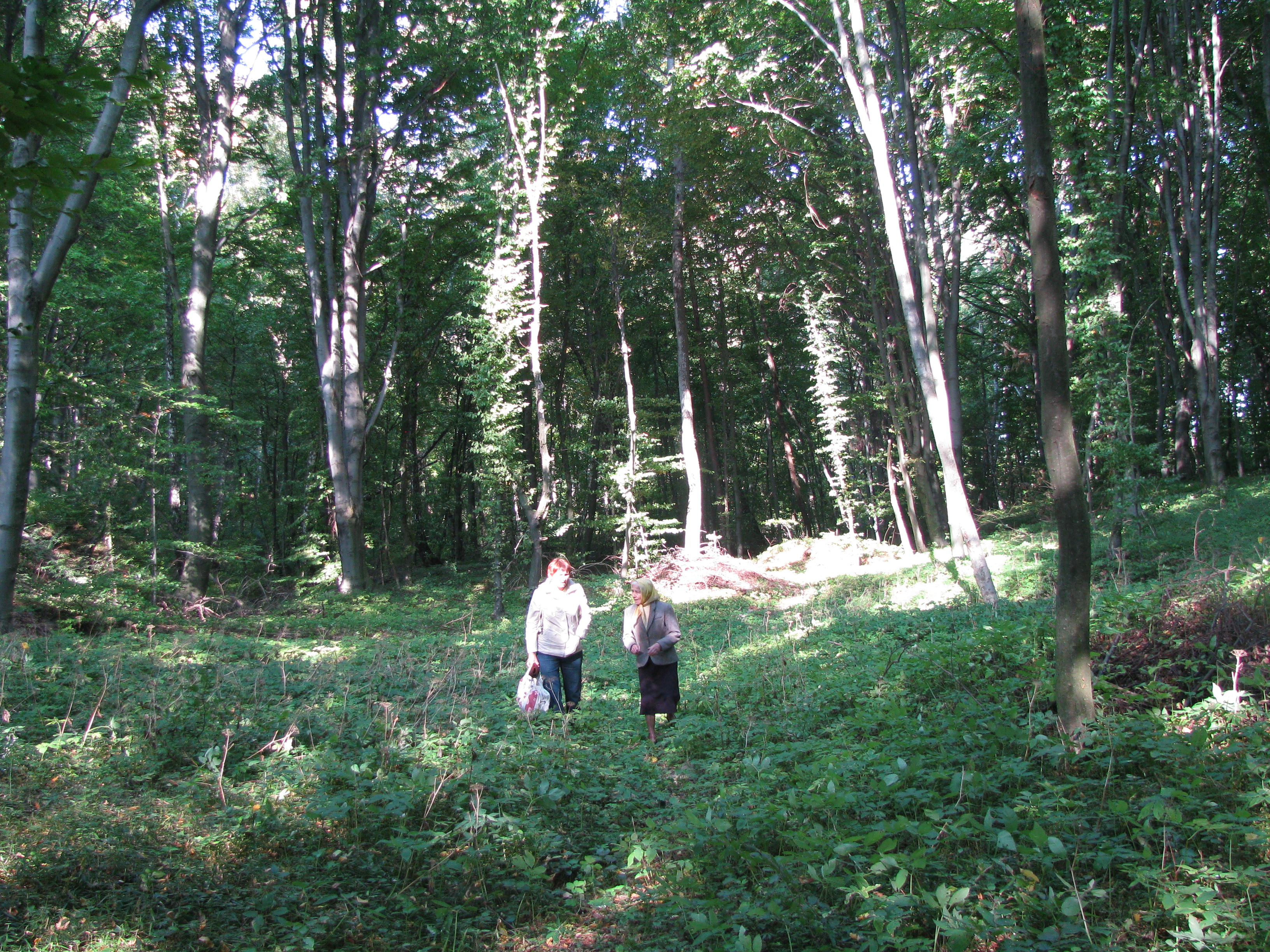
Віковічний буковий ліс
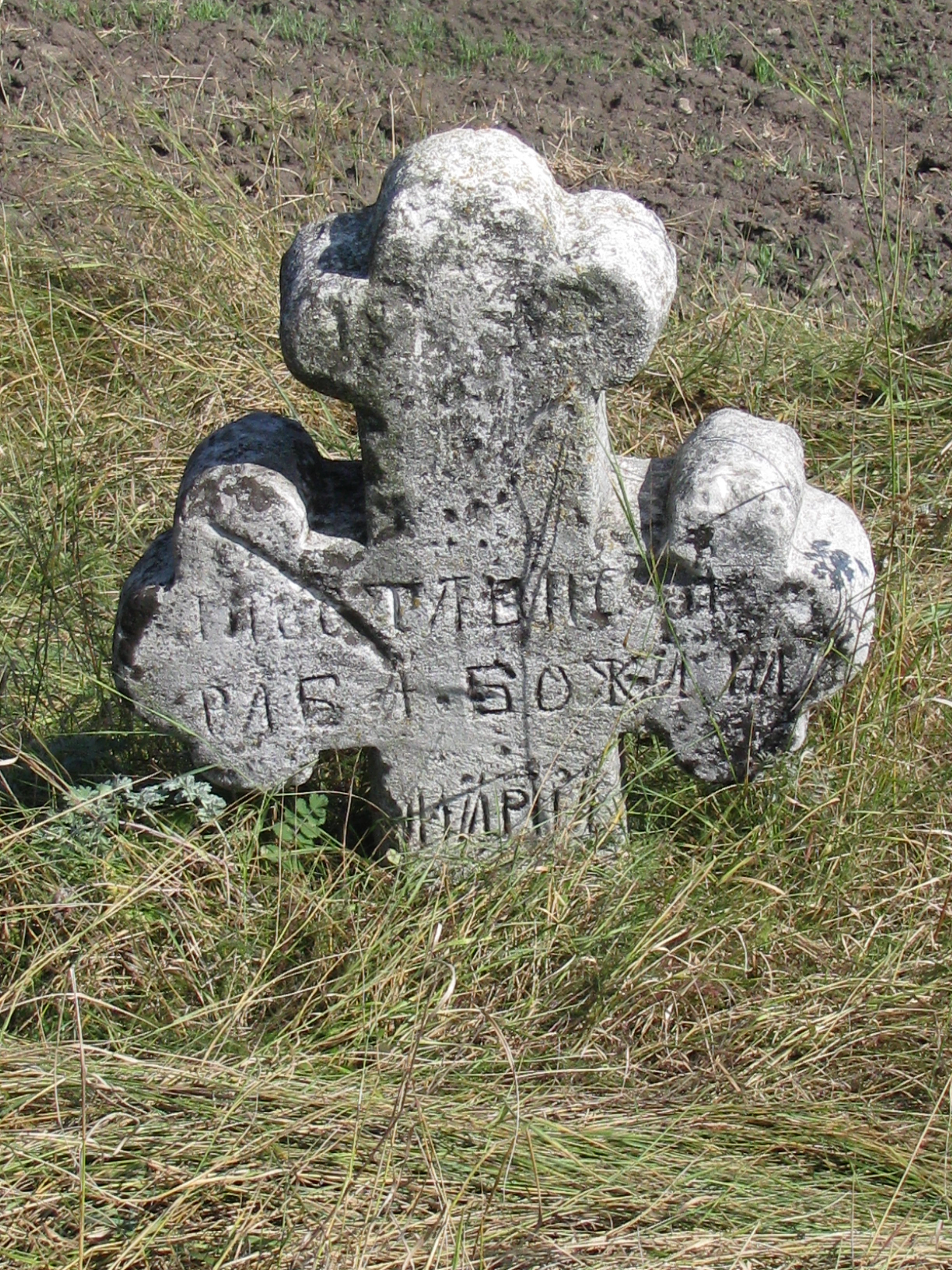
Кам'яний Хрест на місці старовинного цвинтаря
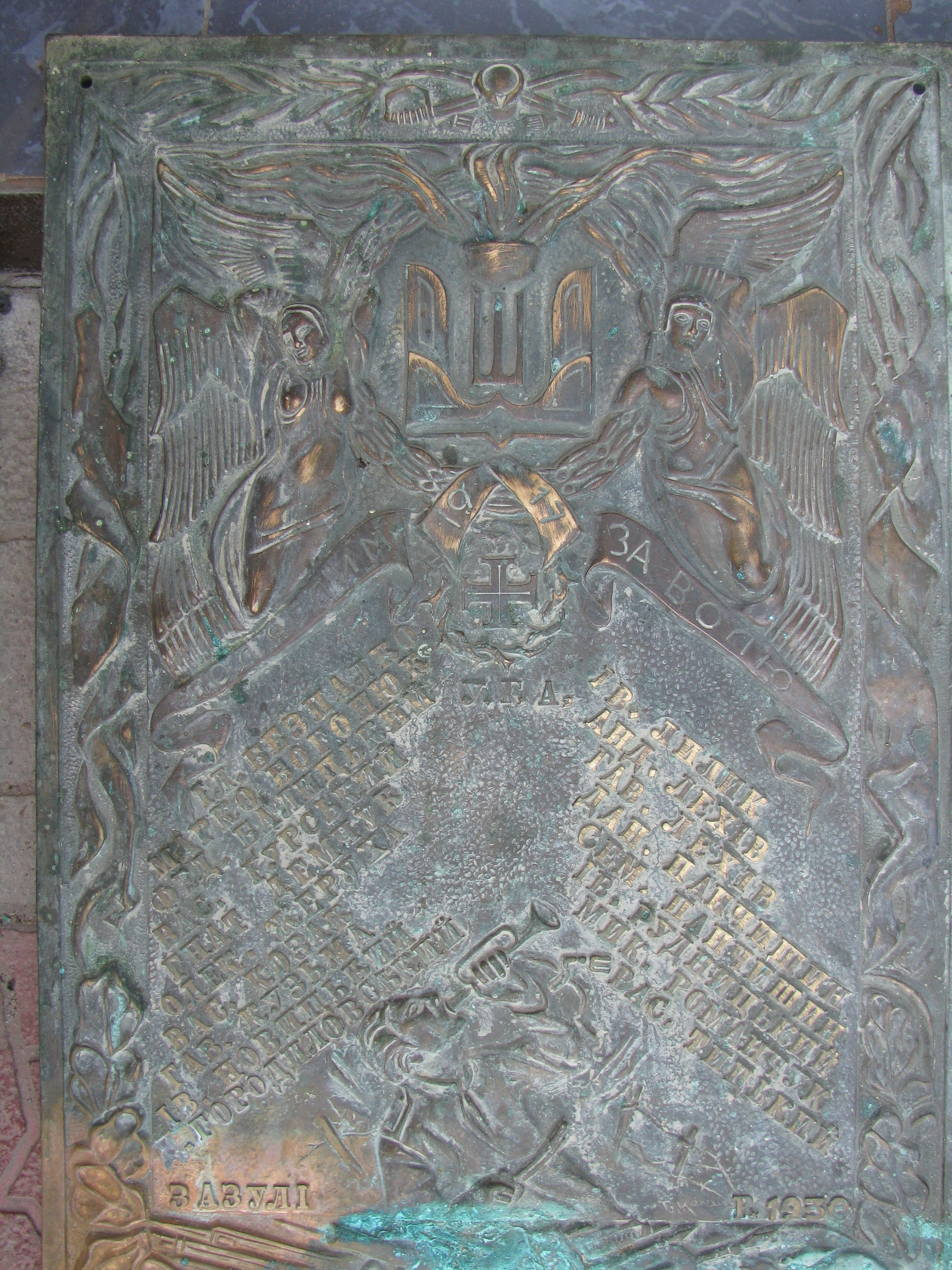
Пам'ятна дошка про Січових Стрільців
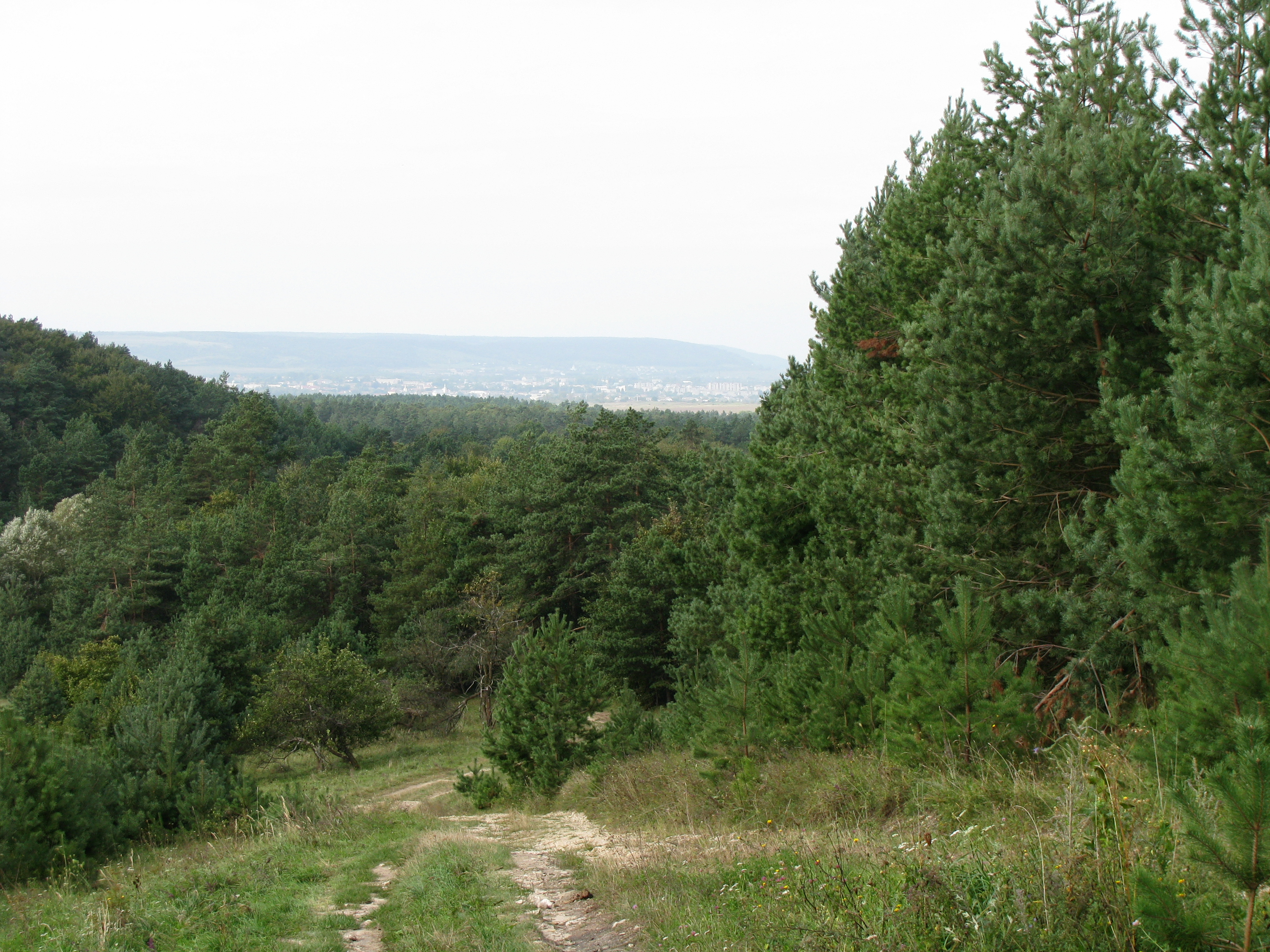
Панорама Золочева з Монастирка.jpg